# 黑海洪水學説
黑海洪水學説（英語：Black Sea Deluge Hypothesis）是三個學説之一的推論和解釋黑海在晚第四紀發生洪水的地質事件，此學説是其中出名的推論，它和另一個學説皆描述快速的黑海海水上升，甚至造成先住民的災難
。

## 歷史
黑海洪水學説是在1997年由威廉·瑞安（William Ryan）、沃尔特·C·皮特曼（Walter C. Pitman）和佩特科·迪米特洛夫（Petko Dimitrov）三人發表。建議在5600 BC一次爆發式的地中海海水湧入黑海 
。此次事件對東歐和附近的亞洲史前時代，在此居住的人類有重大影響，甚至與口傳的諾亞洪水有關。一些考古學家根據土耳其北部缺失新石器時代文物  ，而支持此學説。在2003 年，Ryan等人修正該事件的年代到6800 BC .
在此黑海洪水事件之前，黑海及Caspian 海均被冰川融水注入為淡水湖，流出到愛琴海。當冰川退縮時，注入到黑海河流的流量減低並改道到北海。黑海水面經由蒸發而降低。與此同時全球因水文變化，海面升高
。
地中海海水面的繼續上升，海水終於溢過在Bosporus出的岩墻，而湧入黑海。根據此學説的估計，十萬方公里的土地被汎濫。黑海沿岸綫被退往北方及西方。每日有五十立方公里海水湧入。相當於兩百倍尼加拉瀑布的水量。經過Bosporus海峽的海水奔流至少300天。作者認爲這是由於海水面跳躍式的上升加上Laurentide冰蓋的垮塌。

## 緩進式淹沒黑海學説
對黑海全新世海水面的變化的另一種解釋是緩進式的海水入流到黑海 。此學説認爲馬爾馬拉海（Marmara Sea） 在8,000 前的海面和黑海相通。證據是腐泥沉積物在黑海東地中海都有，黑海有退積型沙洲，馬爾馬拉海水下三角洲 有來自黑海的沉積物.

### 晚更新世大洪水學説
一個比較老的洪水汎濫學説在2003 到 2007年代被Chepalyga提出。他認爲約17,000–14,000 年前，晚最大冰川期之後。黑海盆地中的半淡水Neoeuxinian湖快速的被融冰水從里海經由 Manych-Kerch 溢道充填。繼續入填的融冰水從斯堪的納維亞往南連接個個淡水和鹽水湖，最後形成Cascade of Eurasian 盆地。此次融冰水的溢流也導致黑海的水面快速上升。留給當時居民的“大洪水”的記憶。作者也提出用船運輸和馬匹的馴化也由此開始

## 爭論
對黑海洪水學説之爭論聚焦在兩點：洪水規模及水面上升速度。 但有兩點毋庸置疑：
1. 最後一次冰期后，海水面已上升120公尺[17][18]。
2. 黑海洪水學説的主要根據在博斯普魯斯Bosphorus海峽岩墻的地形。過去500,000年以來，黑海曾被隔離地中海多次[19]。

博斯普魯斯Bosphorus海峽岩墻現今高度為水下32-34 公尺。由第四紀砂覆蓋古生代岩石之上。另有其他兩處的岩墻水深80-85公尺. 覆蓋砂在岩墻的沉積在10,000-5,300年前之間。此與8600年前黑海洪水不符。因爲洪水會把8600年前的沉積物冲掉。
2009 Giosan等人估計黑海在海水入侵前水面是30 公尺低於現今海水面，并非黑海洪水學説估計的80公尺. 如果地中海入侵，其洪水汎濫面積比黑海洪水學説估計的小得多。
2011 年，一些專家認爲黑海水下并無考古證據指證全新世到先新世先民居住的證據。
根據甲藻長度變化的研究，也指出沒有爆發式洪水的證據。其他地球物理地球化學及地球年代研究指出海水汎濫所造成的岸綫海進歷經10-200 年。比爆發式長的多。